# Colle Umberto
Colle Umberto (Cołe Unberto in veneto) è un comune italiano di 4 974 abitanti della provincia di Treviso in Veneto.

## Geografia fisica
Il territorio del comune di Colle Umberto si articola in due centri posti su colli di natura morenica, ai piedi delle Prealpi Venete, e collocati tra Vittorio Veneto e Conegliano, in una zona prevalentemente agricola, famosa per la produzione del prosecco.
Sviluppate sui pendii dolci delle colline sono le aree coltivate. Tra i colli ha rilevanza, oltre ai due principali, il Col di Manza, al confine con Castello Roganzuolo.
L'area è percorsa a nord-est dal fiume Meschio.

## Storia
Denominato "Colle" fino al 1867 (proprio per la sua posizione arroccata sulla collina) assunse in quell'anno il nome attuale, in seguito alla visita del Re d'Italia, Umberto I.
Fu abitato fin dalla preistoria, come attestano numerosi reperti archeologici risalenti alla civiltà dei paleoveneti. In epoca romana passava attraverso il suo territorio l'arteria di comunicazione che univa i grossi centri di Oderzo (Opitergium) e Ceneda (Cenetae).
L'elemento orografico più significativo, il colle, diede il nome al Comune in epoca medievale. Diversi testi infatti lo documentano: Collis (1016), Collice (1138), Colize (1143), Colice (1175).
L'amenità del territorio fu motivo sufficiente per fondare un'abbazia (ora sede municipale, anche se completamente riedificata) intitolata a San Pietro Apostolo in Colle, ad opera dei Padri Crociferi ai quali successero i Benedettini di Pomposa che avevano operarato a Colle già nel 1074.
Il primo documento in cui si parla del Monastero di S.Pietro di Colle è una bolla di Papa Anastasio IV del 1154, con la quale si dirime una controversia insorta tra i Canonici della Cattedrale di Ceneda e i monaci benedettini confermando all'abbazia pomposiana il possesso di S.Petri in Colosis. Nel corso del XIV secolo, in seguito alla decadenza di Pomposa, venne trasformata in Abbazia commendataria; nel 1561 uno degli abati commendatarii fu il cardinale Carlo Borromeo.
Colle e San Martino fecero parte del feudo dei Caminesi fino al 1337, quando passarono sotto il dominio di Venezia per rimanervi fino al 1797. Durante questo periodo, grazie alla sicurezza ed al benessere garantito dalla Serenissima Colle divenne luogo di grande interesse ambientale e paesaggistico, motivo per il quale venne scelto da molte famiglie della nobiltà veneziana per erigervi le loro dimore di campagna (Ville venete) . Nel 1773 la Repubblica di Venezia stabilì che l'abbazia passasse in amministrazione al Vescovo di Ceneda del quale divenne la residenza estiva.
Durante la breve dominazione francese del 1797 e quella austriaca (1797-1805) Colle e San Martino conservarono la propria autonomia amministrativa finché con legge del 22 dicembre 1807 del Regno d'Italia vennero istituiti i Comuni di Colle e San Martino. Tre anni più tardi ambedue divennero frazioni del comune di Ceneda. Nel 1815 ritornarono sotto la dominazione austriaca fino all'annessione del Veneto al Regno d'Italia nel 1866. Dopo la disfatta di Caporetto dell'ottobre del 1917, il giorno 8 novembre Colle Umberto venne invaso dalle truppe tedesche, avvicendate da quelle austriache nel marzo successivo, che predisposero due aeroporti, nel Campardone e nella zona della Veglia. Il castello Lucheschi venne incendiato il 16 novembre del '17. Il 29 ottobre 1918 le truppe italiane occuparono Colle Umberto. Nel corso della seconda guerra mondiale, Colle Umberto fu teatro di violenti scontri tra le truppe tedesche e i partigiani nonché di ripetuti bombardamenti da parte degli Alleati: durante uno di questi (29 aprile 1945) venne distrutta Villa Lucheschi.

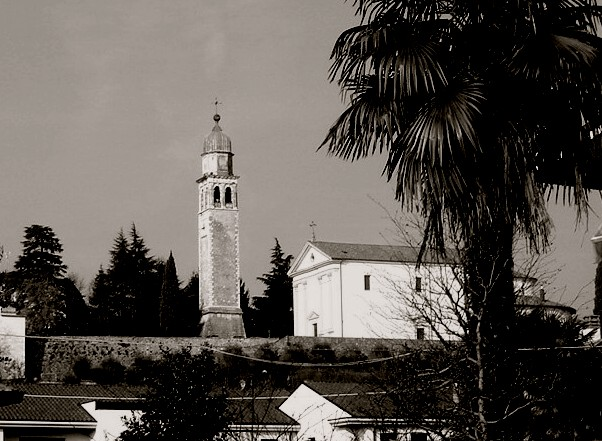
La chiesa parrocchiale

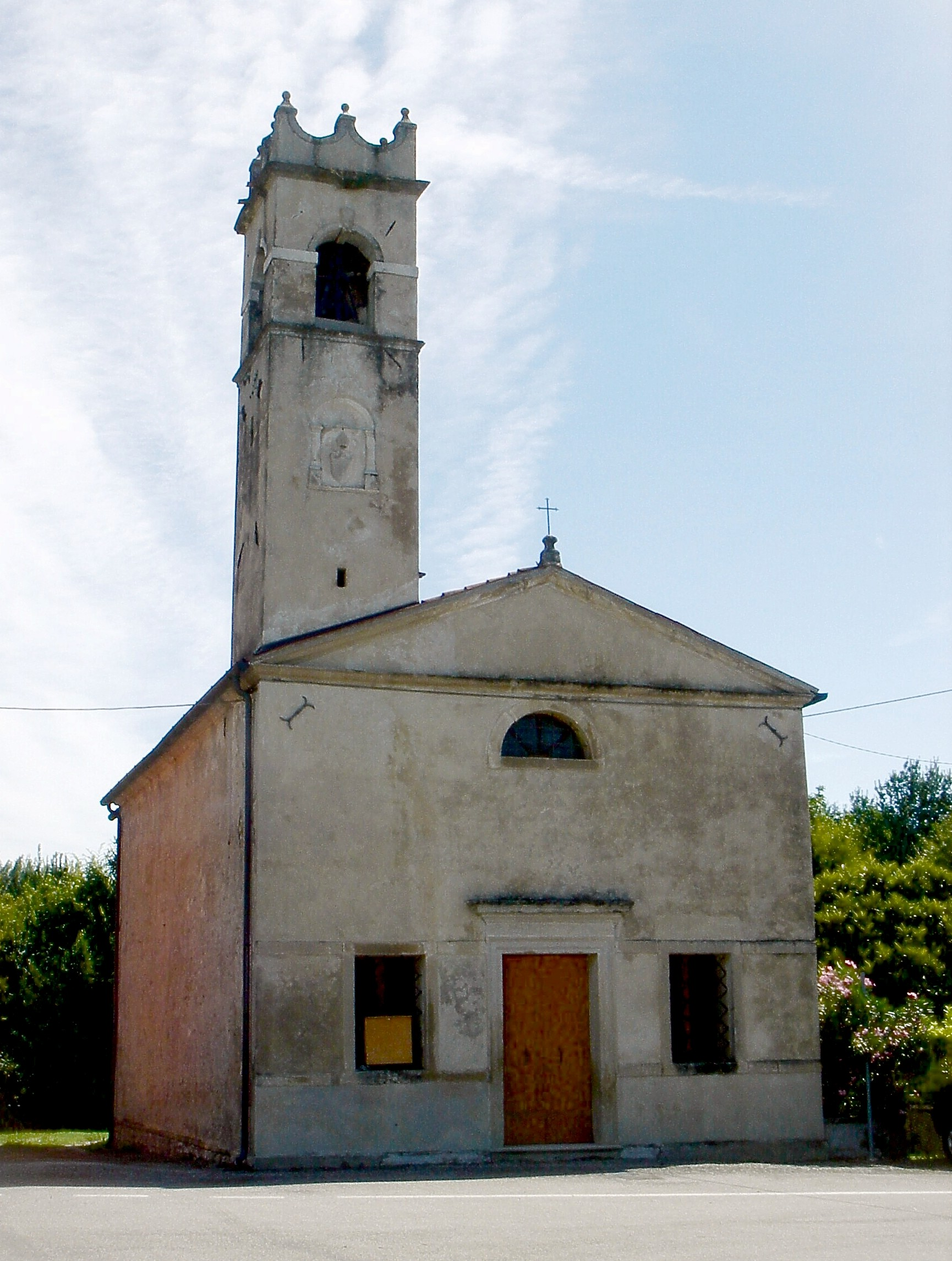
Chiesa di San Sebastiano

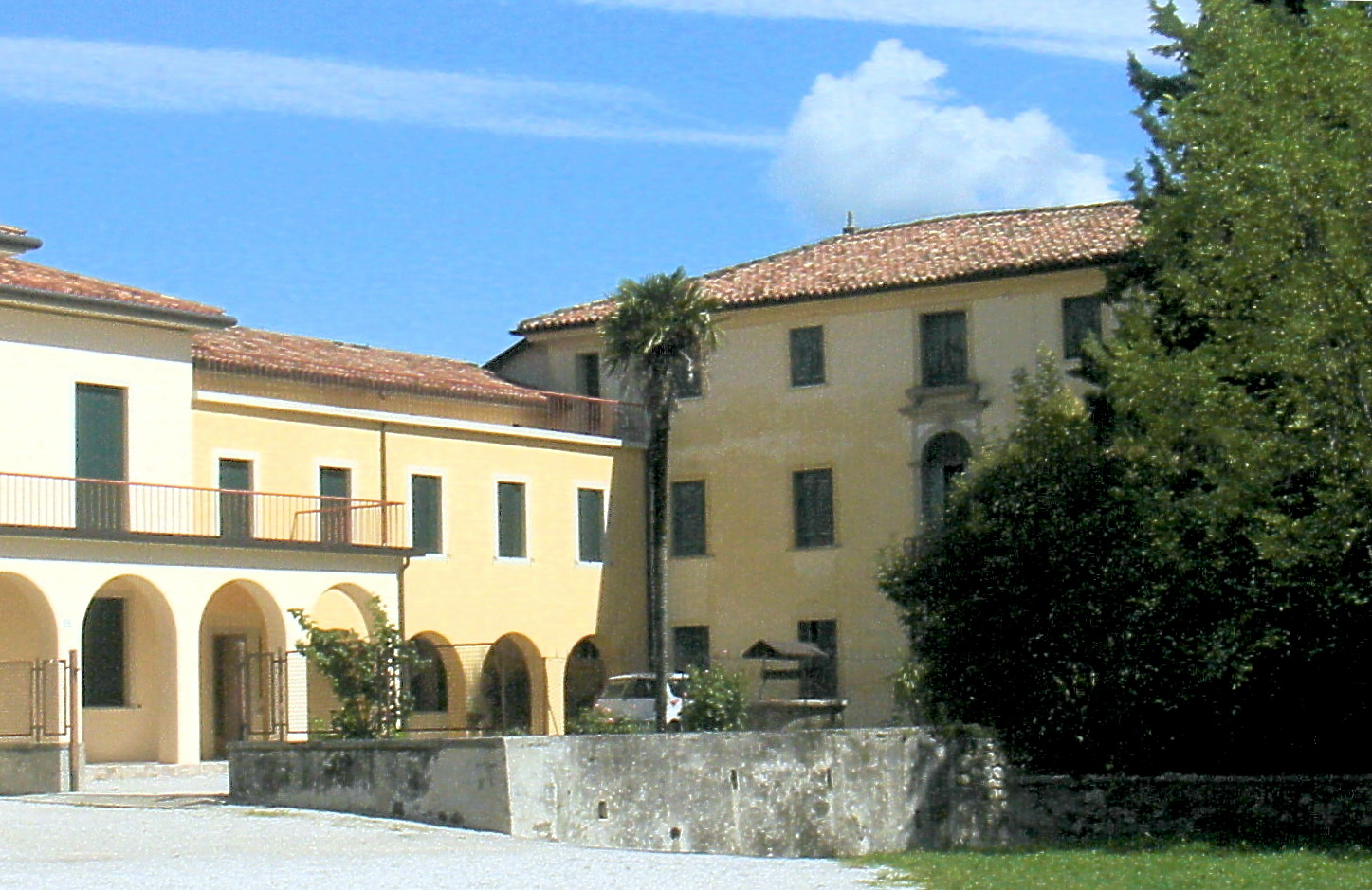
Complesso della canonica (Villa San Tommaso)

## Monumenti e luoghi d'interesse
Oltre ai luoghi rappresentativi posti sul colle principale, sono numerosi e di rilevanza storico-architettonica gli oratori e le ville che costellano il territorio del capoluogo.

### Architetture religiose

#### Chiesa parrocchiale di San Tommaso
La chiesa parrocchiale di San Tommaso, edificio costruito tra il 1806 e il 1809 nel sito di un più antico luogo di culto, è il culmine del colle centrale e più alto del comune, assieme al campanile del 1816; i progetti di entrambi gli edifici sono frutto della mano di Sebastiano De Boni.
All'interno ci sono cinque altari: quattro minori laterali e quello maggiore. 

#### Chiesa di San Sebastiano
Il quartiere di San Sebastiano è caratterizzato dalla presenza di un edificio religioso di dimensioni considerevoli, che è anche per questo considerato chiesa e non oratorio, come le strutture votive che hanno sede negli altri quartieri: si tratta della chiesa di San Sebastiano, probabilmente costruita nella prima metà del Settecento.
La facciata a capanna, con timpano, ha il campanile merlato poggiante sul lato sinistro. All'interno si notano soprattutto la pala d'altare, una tela rappresentante Madonna con Bambino e Santi Sebastiano, Rocco e Floriano (del quale era molto diffuso il culto nell'area nel XVIII secolo), e le incisioni della via Crucis sulle pareti laterali dell'unica navata.

#### Oratorio dei Santi Antonio e Gaetano
Situato nel centro del paese e inglobato nel borgo vicino a villa Gamba, ai piedi del colle della chiesa parrocchiale, l'oratorio dei Santi Antonio e Gaetano è di modeste dimensioni, ma fornito di un piccolo campanile merlato con cella campanaria aperta da monofore. Risale al secolo XVIII.
La facciata dell'edificio, a capanna con frontone, ha centralmente il portale, sovrastato da finestra a lunetta e con ai lati due finestre rettangolari: le quattro aperture sono incorniciate in pietra.

#### Oratorio della Madonna delle Grazie
Collocato in area pianeggiante, sulla strada che lega Colle Umberto a San Giacomo di Veglia, l'oratorio della Madonna delle Grazie Come riportato su una lapide, fu edificato nel 1911.
Di dimensioni molto contenute, ha, nella piccola aula che ne costituisce l'interno, solo un altare, sopra il quale è posta una pala novecentesca di artista vittoriese, Madonna con Bambino.
Esternamente, sul lato destro, lo rende peculiare e lo distingue da un normale sacello l'esile cella campanaria merlata.

#### Oratorio di Col di Manza
L'oratorio di San Liberale, nel giardino di Villa Fabris, contiene una tela di grande rilevanza storica per la ricostruzione paesaggistica secentesca di Colle Umberto.

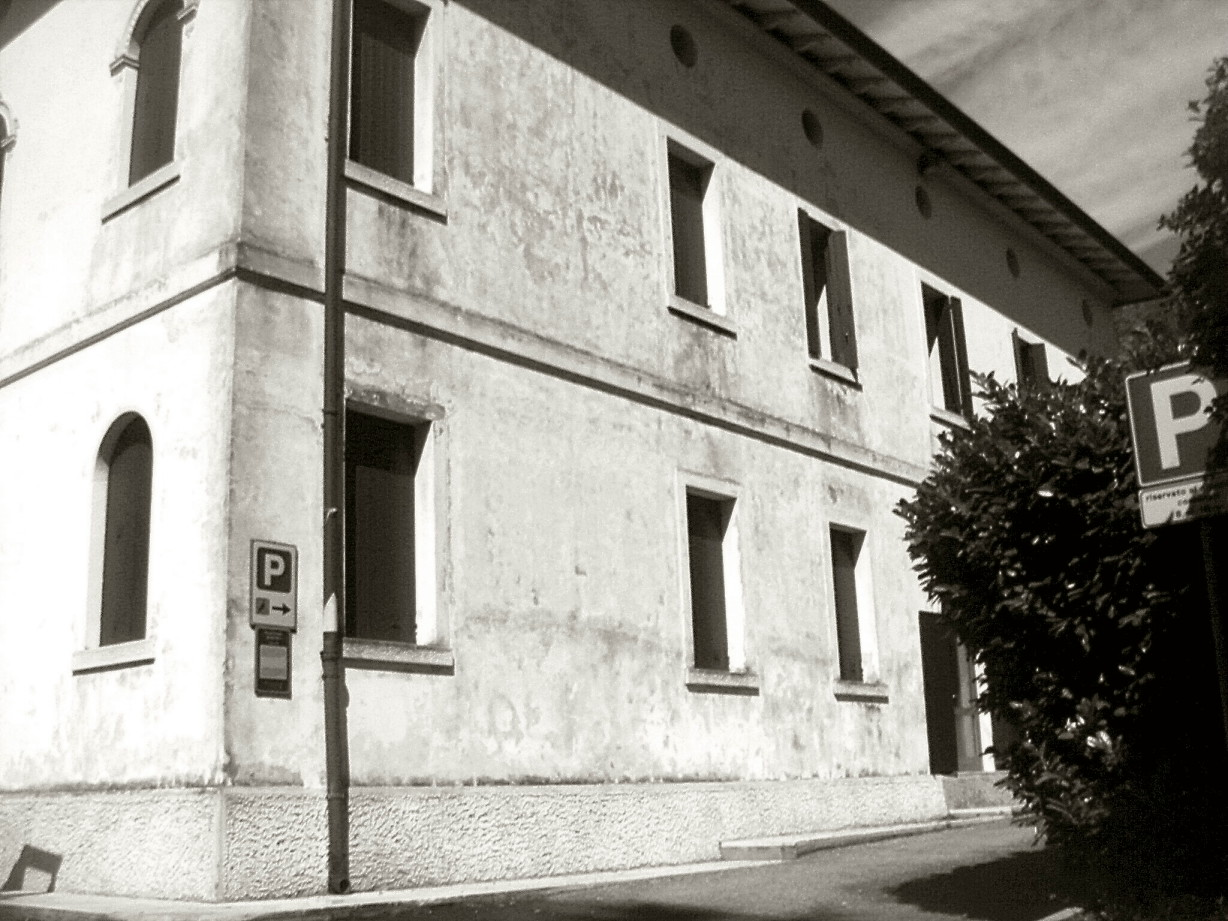
Il lato destro del Municipio

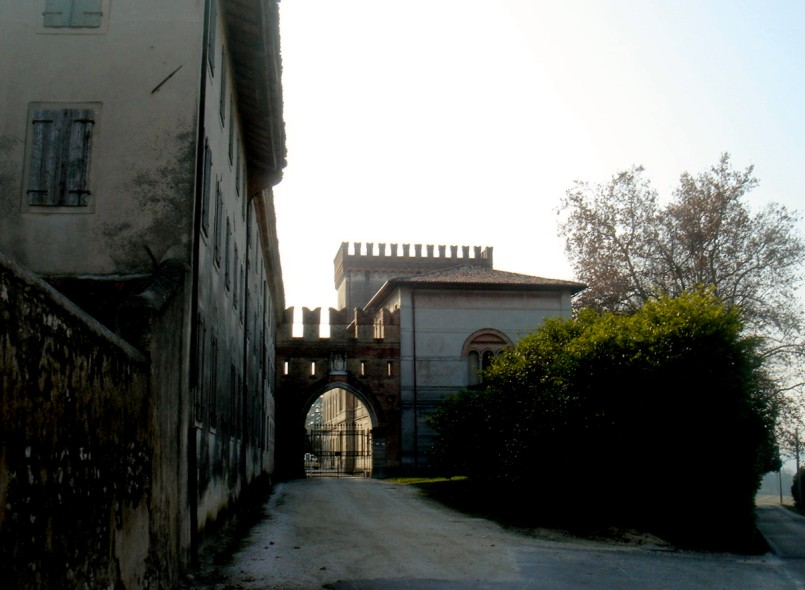
Ingresso della Villa-castello Lucheschi

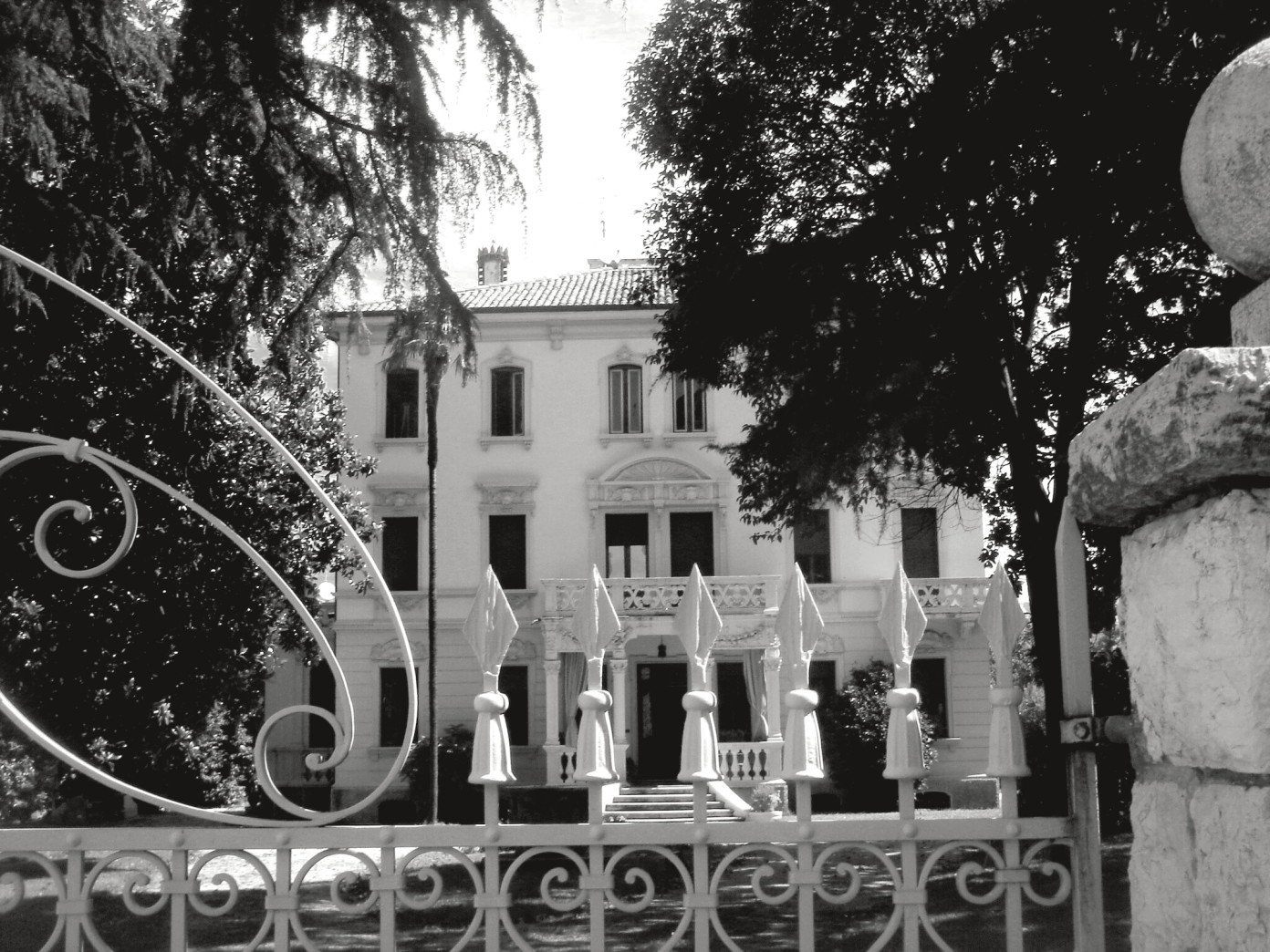
Villa Feletti

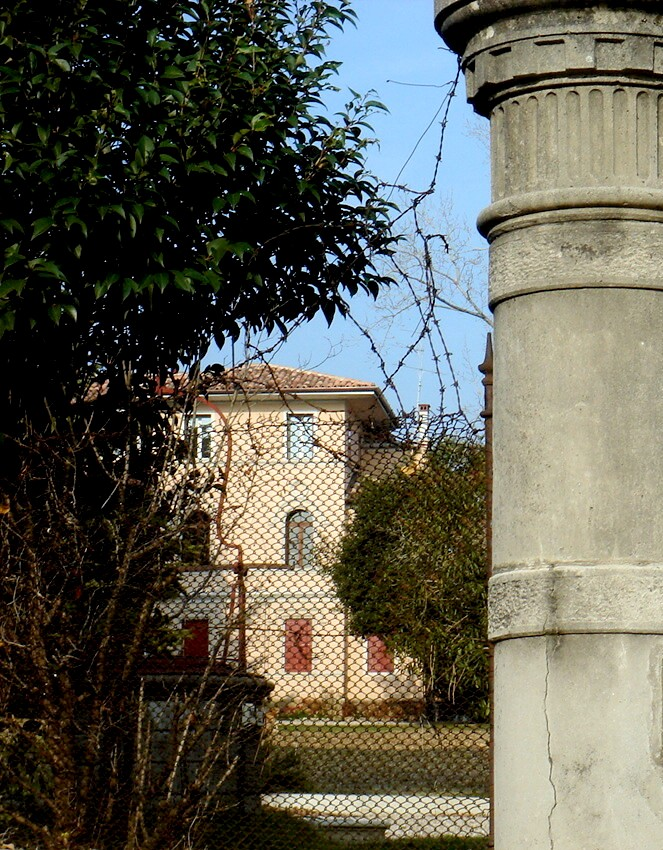
Scorcio della facciata liberty di Villa Ninetta Lucheschi

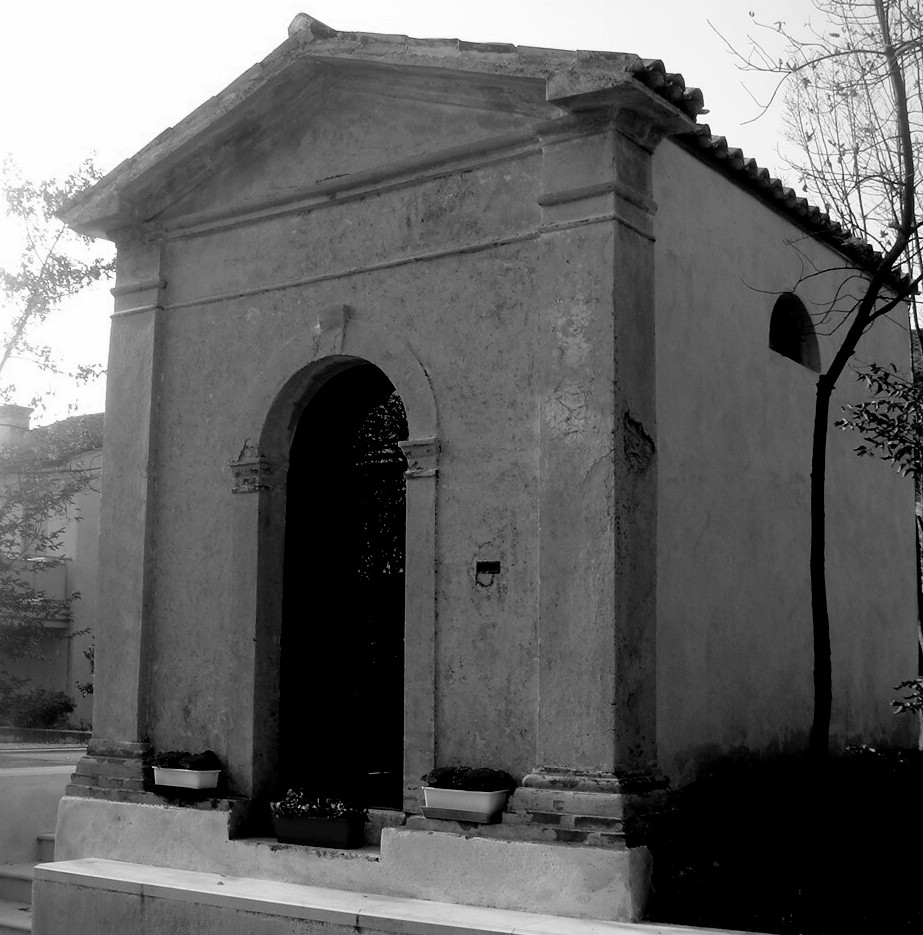
Capitello di San Belin

### Architetture civili

#### Municipio
Poco a lato del campanile della parrocchiale di Colle, su un'altura che costituisce il punto più alto del comune, si erge il Municipio, un palazzo su due livelli caratterizzato da un ciclo di finestre ovali lungo il sottotetto. Quest'unico blocco architettonico è ciò che resta della struttura abbaziale benedettina che fu attiva nei secoli come centro religioso del paese, dalla quale dipendevano anche le strutture rurali sulle quali si sviluppò la Villa-castello Lucheschi.

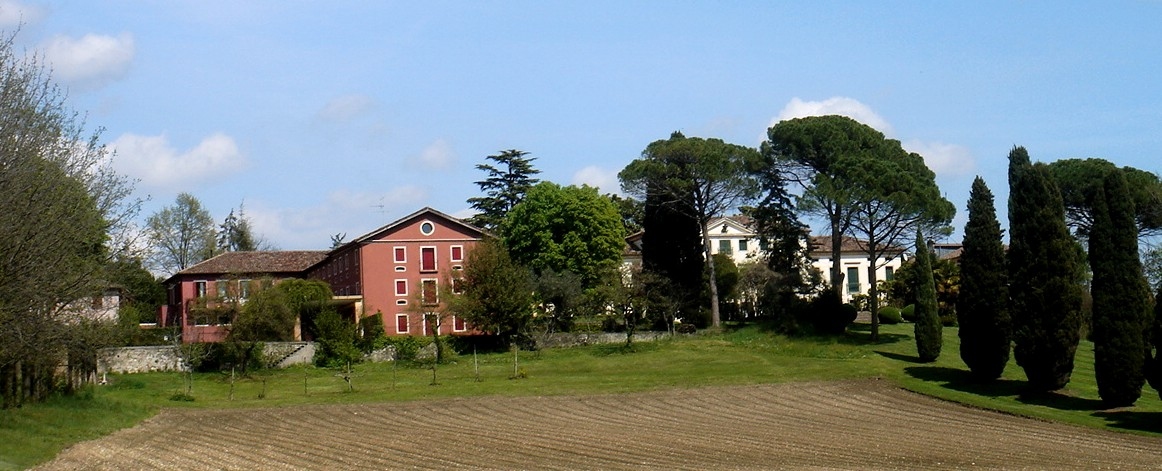
Villa Morosini-Lucheschi Valforte dal confine con Castello Roganzuolo

#### Ville venete

##### Canonica di San Tommaso
La canonica di Colle Umberto è una villa del XVIII secolo, posta dietro la parte absidale della Chiesa di San Tommaso. Essa si modula su tre livelli.
La facciata è caratterizzata da una forometria regolare, con finestre quadrangolari, se si eccettuano il portale e l'apertura centrale del primo piano, entrambe di dimensioni maggiori e a tutto sesto.
A sinistra, guardano sul cortile degli annessi moderni, caratterizzati da arconi a tutto sesto, forse ispirati all'idea delle antiche barchesse delle ville venete presenti sul territorio comunale. Va segnalata anche la presenza del vecchio pozzo.

##### Villa-castello Lucheschi
Grande e sontuosa villa padronale, situata alla base dell'altura dove oggi sorge la chiesa parrocchiale e un tempo un antico monastero da cui la struttura dipendeva, la Villa-castello Lucheschi o Adiacenze di Villa Lucheschi dette Il Castelletto si compone di numerosi edifici di diverse epoche.
 Costruita su degli antichi magazzini rurali benedettini, la villa si sviluppa a partire dal XVIII secolo, attorno a una torre preesistente.
Le forme degli edifici ancora oggi visibili debbono molto agli ampliamenti ottocenteschi, quando fu segnata anche la nuova strada che circonda il complesso ad ovest, collegando il centro di Colle con le campagne del versante di Castello Roganzuolo.
Le meraviglie degli interni e molto delle strutture è andato perduto causa le due guerre mondiali: nella prima guerra mondiale fu occupato dagli austro-ungarici, negli anni quaranta fu prima comando tedesco e poi partigiano, subendo bombardamenti e perdite irreversibili.
Tuttavia ancora oggi, in ciò che resta della vecchia residenza Lucheschi, si ravvisa la nobiltà delle architetture e la natura delle diverse epoche da esse vissute.

##### Villa Feletti
Alle spalle di Villa San Tommaso, in posizione meno elevata, sorge un'elegante palazzo dei primi anni del XX secolo: si tratta di Villa Feletti, edificio che consta di un grande corpo centrale disposto su tre piani e di una torretta di gusto novecentesco, situata dietro.
Poggiante su un basamento, la villa trova il suo ingresso attraverso una scalinata che conduce al portico sporgente, il quale, balaustrato e sorretto da colonne, copre, oltre al portale d'ingresso, due finestre; sopra, il portico forma una terrazza, sulla quale si aprono due porte incastonate in una cornice decorata.

##### Villa Gamba-Verecondi Scortecci e oratorio della Beata Vergine
Cascina di caccia del XVI secolo, voluta da un ricco esponente della famiglia Gamba, Villa Verecondi si è ampliata nel corso dei secoli nella località il poggio: nel Seicento fu impreziosita dagli stucchi interni del corpo principale e dalla costruzione di corpi annessi, nel Settecento da una ricca cappella privata denominata oratorio della Beata Vergine (piccola ma elegante struttura a capanna con frontone), nell'Ottocento (quando fu dei Lucheschi) da nuovi annessi rustici.
Il nome Verecondi Scortecci è quello degli ultimi proprietari.

##### Villa Ninetta Lucheschi e sacello di San Belin
Di proprietà della famiglia Lucheschi dal 1943, Villa Ninetta Lucheschi è una struttura novecentesca, datata 1907-1913. Essa fu voluta dalla nobile famiglia veneziana dei Costaldis, che nello stile vollero vedervi l'espressione della moda dell'epoca: infatti la villa è un chiaro esempio di liberty del primo Novecento.
La struttura, su tre livelli, al secondo piano presenta un'ampia terrazza da cui godere della veduta panoramica sui colli e sulla campagna circostanti.
Il sacello di San Belin, poco distante da Villa Ninetta Lucheschi, è di epoca precedente (1880) ed è da mettere in relazione con i possedimenti di Villa Morosini: esso infatti fu costruito come voto per la salvezza dei raccolti dalla grandine.

##### Villa Morosini
Villa Morosini, nobile complesso settecentesco, è la villa veneta più importante di Colle Umberto; situata in posizione di rilievo paesaggistico, sui colli al confine con la campagna di Castello Roganzuolo, la villa è legata a eventi storici fondamentali e rappresenta, con la cappella gentilizia, la barchessa e gli annessi, un punto di riferimento culturale e architettonico.

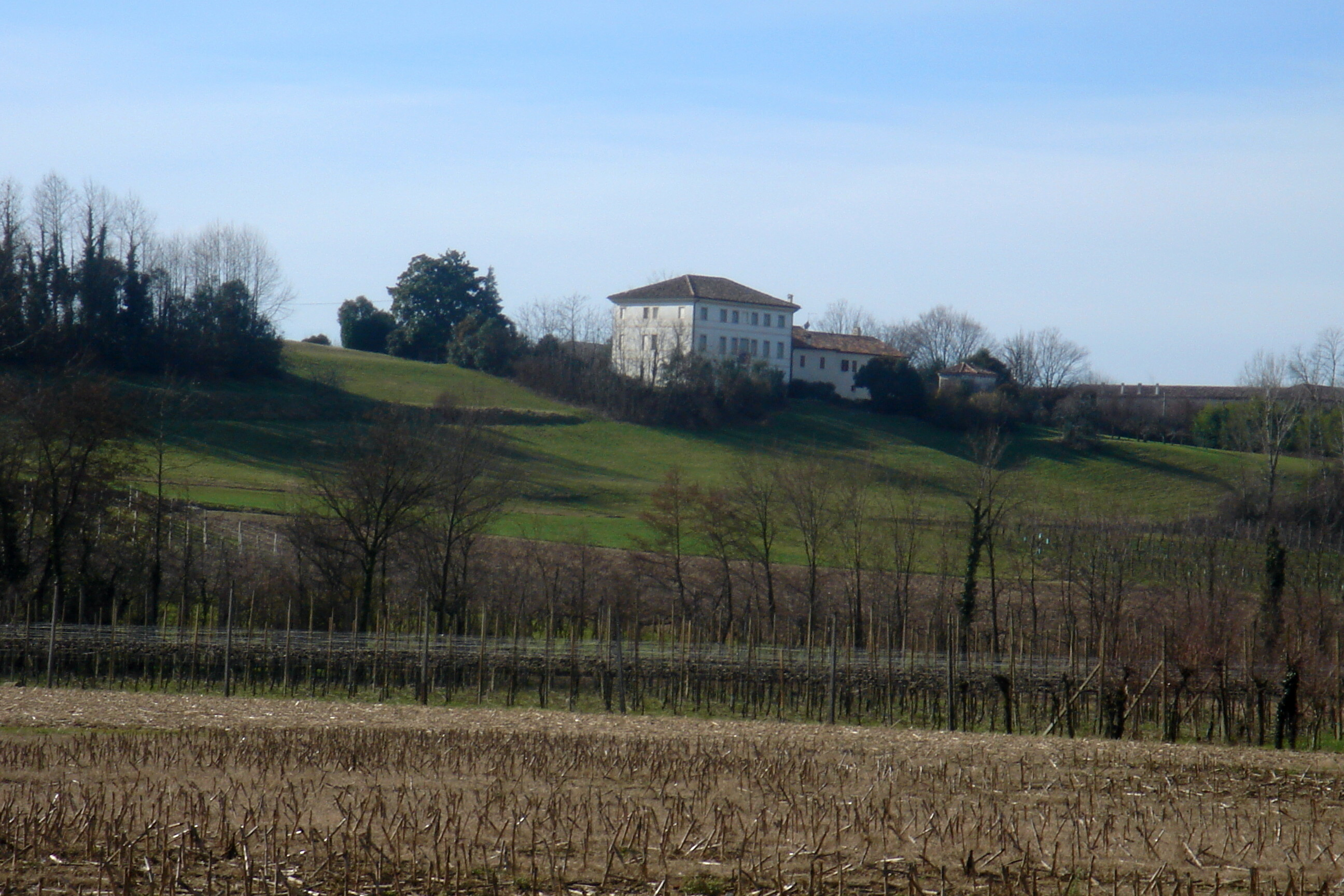
Prospetto posteriore di Villa Fabris in Col di Manza

##### Villa Fabris, già Vecellio
Situata sul Col di Manza, Villa Fabris è detta anche caséta di Tiziano, poiché fu di proprietà dell'artista bellunese.

##### Casa Antoniazzi
Casa Antoniazzi è il cuore di un complesso rurale ubicato in via Contesse, in luogo panoramico e rivolto verso Col di Manza.

##### Villa De Nadai
Villa De Nadai è un grande palazzo del XVIII secolo, di semplici fattezze e abbellito da un cornicione dentellato.

##### Villa Olivi
Villa Olivi è una piccola villa del XVII secolo, caratterizzato da un piccolo portale a tutto sesto, affiancato da due oculi.

## Società

### Evoluzione demografica
Abitanti censiti

### Etnie e minoranze straniere
Al 31 dicembre 2023 gli stranieri residenti nel comune erano 321, ovvero il 6,4% della popolazione. Di seguito sono riportati i gruppi più consistenti:
1. Romania 68
2. Macedonia del Nord 41
3. Marocco 39
4. Ucraina 34
5. India 15

## Cultura

### Eventi
- Fine aprile: Sagra di San Marco, in località Menarè
- Fine agosto: Sagra de San Bastian, in Borgo San Sebastiano
- Metà settembre: Sagra dell'Addolorata
- Inizi di settembre: Festival Internazionale del Teatro di figura, dedicato a Fausto Braga, in Borgo Mescolino, San Martino.
- Novembre: Sagra di San Martino, in località San Martino

## Geografia antropica
Colle Umberto nasce come insieme di borghi legati al mondo rurale:
- Borgo San Sebastiano
- Borgo Pigatti
- Borgo Fioretti
- Borgo Concìe
- Borgo Caronelli
- Borgo Venezia
- Borgo Contesse
- Borgo Campardo
- Borgo Camerin
- Borgo Cardenzin

### Frazioni e località

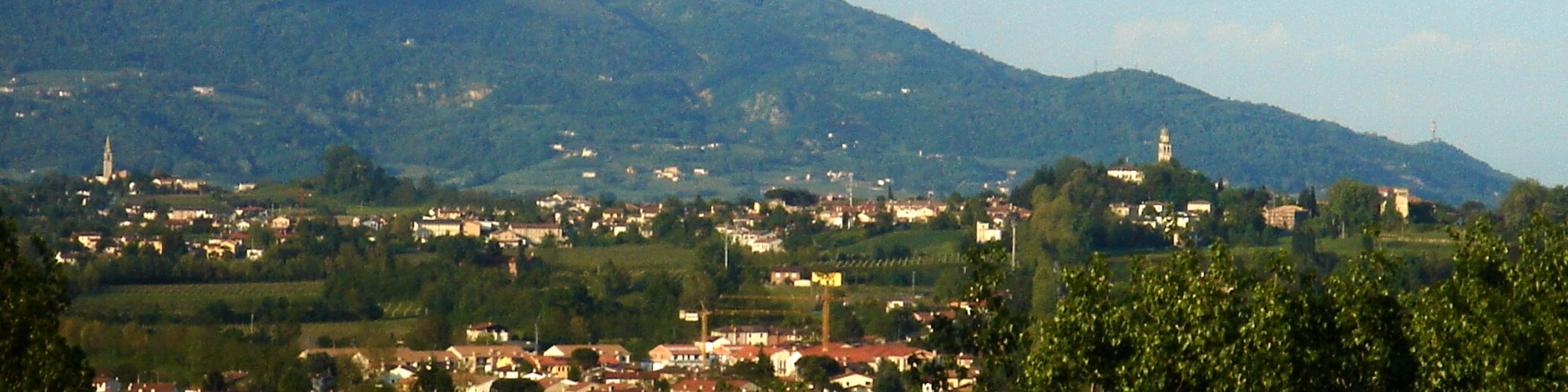
Veduta di San Martino (a sinistra) e di Colle Umberto

#### San Martino
San Martino è l'unica frazione del comune di Colle Umberto. Il primo spazio museale in Italia dedicato ad Ottavio Bottecchia è stato aperto all’interno di una antica mola-fucina situata a poca distanza dai luoghi cari al campione. Al suo interno sono esposti solo cimeli originali o appartenuti al grande ciclista.

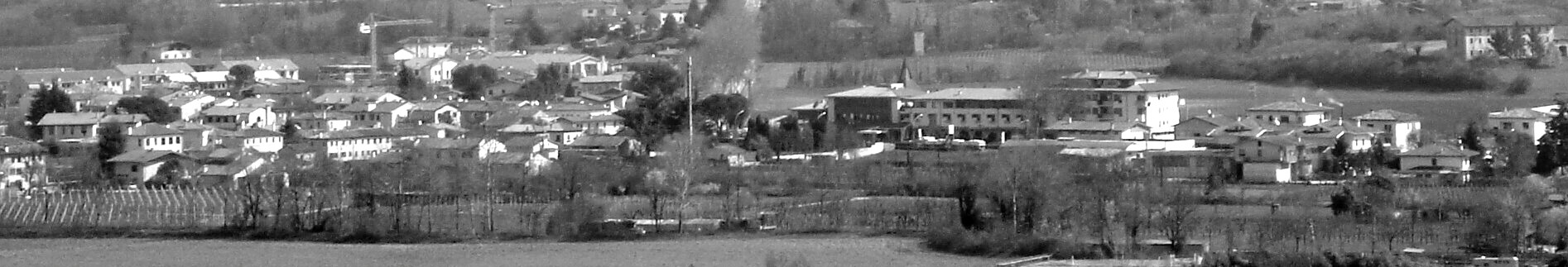
Veduta di Menaré

#### Menarè
Menarè, già Due Osterie dal nome delle due osterie presenti lungo la Statale 51 (uno ancora presente e l'altro sorgeva dalla parte opposta dell'incrocio semaforico, dove ora sorge il complesso commerciale), è una località che si trova ai piedi della collina di Colle Umberto sulla S.S. n.51 di Alemagna; essa ebbe particolare sviluppo a partire dagli anni '70 del Novecento, con la costruzione del nuovo complesso commerciale e, dall'inizio di questo millennio, con la realizzazione di numerosi lotti abitativi.
Agli inizi degli anni '70, viene realizzata la nuova chiesa intitolata alla Madonna della Pace.

## Amministrazione
| Periodo | Periodo   | Primo cittadino    | Partito                         | Carica  | Note |
| ------- | --------- | ------------------ | ------------------------------- | ------- | ---- |
| 2024    | in carica | Sebastiano Coletti | Lista civica di centro-sinistra | Sindaco |      |

### Gemellaggi
- La Balme-de-Sillingy, dal 1984
- San Lorenzo, dal 2005[11]

## Sport
In comune sono presenti due società di calcio.
Il Vittorio Veneto Falmec SM Colle è nato nel 2005 dalla fusione fra il Vittorio Veneto Calcio e l'U.S.D. Sanmartinocollumbertese (quest'ultimo a sua volta fondato nel 2000 dalla fusione fra l'U.S. San Martino di Tre Italia e l'U.S. Ormet Collumbertese). Milita nel campionato di Eccellenza (dopo che nella stagione 09/10 ha vinto il Campionato di Promozione e la Coppa Italia) e disputa le sue gare allo stadio "Paolo Barison" di Vittorio Veneto.
L'U.S.D. Sanmartinocolle, fondato nel 2009, milita in Seconda Categoria Veneto e gioca le sue gare casalinghe presso lo stadio "Ottavio Bottecchia" di San Martino di Colle Umberto.